# Bronzfarkú uszályoskolibri
A bronzfarkú uszályoskolibri (Polyonymus caroli) a madarak (Aves) osztályának a sarlósfecske-alakúak (Apodiformes) rendjéhez és a kolibrifélék (Trochilidae) családjához tartozó Polyonymus nem egyetlen faja.
A magyar név forrással nincs megerősítve

## Előfordulása
Peru nyugati részén az Andok hegységben honos. A természetes élőhelye szubtrópusi és trópusi hegyi száraz erdők és cserjések.